# Скудра (сатрапия)

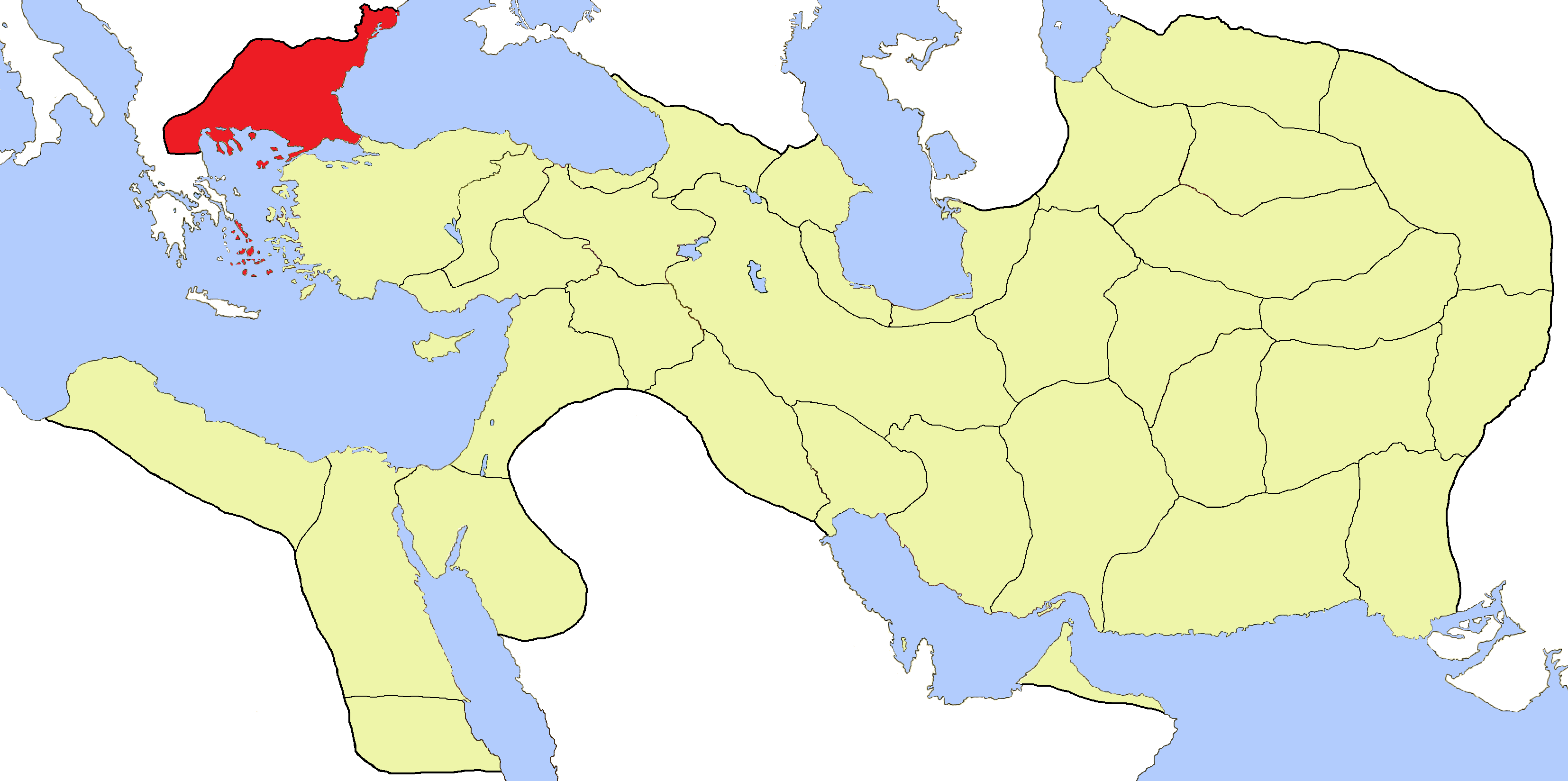
Сатрапия Скудра на карте державы Ахеменидов

Скудра — персидская сатрапия на территории Балканского полуострова. Включала в себя территории Фракии и Македонии.
Включена в состав Персидской империи в 512 году до н. э. в результате похода Дария I против скифов. Северной границей сатрапии была река Дунай, а южной — пределы Фессалии. Геродот сообщал, что подати персидскому царю поступали «от европейских народностей вплоть до фессалийцев». Однако после гибели сатрапа Мардония (479 год до н. э.) Персия утратила свои европейские владения. Название сатрапии известно по персидским источникам.
Существует версия об аналогичности названия Скудра (греч. Σκύδρα) и албанского топонима Шкодер (алб. Shkodra; греч. Σκόδρα)